# CAV Murcia 2005
Pour les articles homonymes, voir CAV.
Maillots
Le CAV Murcia 2005 est un club féminin de volley-ball espagnol basé à Murcie et évoluant au premier niveau national (Superliga).

## Historique
Le club a été fondé au printemps 2005 sous le nom Grupo 2002 Murcia et a été directement incorporé à la Superliga à la suite d'un désistement d'une équipe.

En juin 2008 le club a changé de nom pour devenir le CAV Murcia 2005.

## Palmarès
- Championnat d'Espagne (3)
  - Vainqueur : 2007, 2008, 2009.
  - Finaliste : 2011.
- Coupe d'Espagne (5) :
  - Vainqueur : 2007, 2008, 2009, 2010, 2011
- Supercoupe d'Espagne :
  - Vainqueur : 2006, 2007, 2009, 2010.
- Top Teams Cup (1) :
  - Vainqueur : 2007

## Joueuses majeures
- Romina Lamas  Espagne
- Ingrid Visser  Pays-Bas
- Nancy Metcalf  États-Unis
- Fernanda Venturini  Brésil
- Regla Bell  Cuba
- Ana Fernández  Cuba
- Prisilla Rivera  République dominicaine
- Lioubov Sokolova  Russie
- Małgorzata Glinka  Pologne
- Jaqueline Carvalho  Brésil
- Hélia Souza  Brésil
- Walewska Oliveira  Brésil

## Effectifs

### Saison 2010-2011 (Dernière équipe)
Entraîneur : Venancio Costa  Espagne